# 日本と北マケドニアの関係
日本と北マケドニアの関係（にほんときたマケドニアのかんけい、マケドニア語: Односот меѓу Јапонија и Северна Македонија、英語: Japan-North Macedonia relations） では、日本と北マケドニアの関係について概説する。日本と北マケドニア共和国の関係、もしくは旧国名を用いて日本とマケドニアの関係とも。両国は概ね友好的な関係を築いている。

## 両国の比較
|                   | 北マケドニア                | 日本                            | 両国の差                      |
| ----------------- | --------------------------- | ------------------------------- | ----------------------------- |
| 人口              | 208万3380人（2020年）       | 1億2583万人（2020年）           | 日本は北マケドニアの約60.4倍  |
| 国土面積          | 2万5713 km2                 | 37万7972 km2                    | 日本は北マケドニアの約14.7倍  |
| 人口密度          | 83 人/km2（2020年）         | 345 人/km2（2020年）            | 日本は北マケドニアの約4.2倍   |
| 首都              | スコピエ                    | 東京都                          |                               |
| 最大都市          | スコピエ                    | 東京都区部                      |                               |
| 政体              | 大統領制 共和制             | （民主制）議院内閣制            |                               |
| 公用語            | マケドニア語 アルバニア語   | 日本語（事実上）                |                               |
| 通貨              | マケドニア・デナール        | 日本円                          |                               |
| 国教              | なし                        | なし                            |                               |
| 人間開発指数      | 0.757                       | 0.919                           |                               |
| 民主主義指数      | 5.97                        | 7.99                            |                               |
| GDP（名目）       | 122億6694万米ドル（2020年） | 4兆9754億1524万米ドル（2019年） | 日本は北マケドニアの約404.1倍 |
| 一人当たり名目GDP | 5,888.0米ドル（2020年）     | 39,538.9米ドル（2020年）        | 日本は北マケドニアの約6.7倍   |
| GDP（購買力平価） | 366億3423万米ドル（2019年） | 5兆5043億3091万米ドル（2019年） | 日本は北マケドニアの約150.2倍 |
| 一人当たり実質GDP | 17,583.4米ドル（2019年）    | 43,593.5米ドル（2019年）        | 日本は北マケドニアの約2.5倍   |
| 経済成長率        | 3.2%（2019年）              | 0.3%（2019年）                  |                               |
| 軍事費            | 1億5797万米ドル（2020年）   | 491億4855万米ドル（2020年）     | 日本は北マケドニアの約311.1倍 |

## 歴史
独立以前、北マケドニアはマケドニア社会主義共和国としてユーゴスラビア社会主義連邦共和国を構成しており、ユーゴスラビアを介した民間の交流はすでにあった。
そして1990年、冷戦終結の影響を受けて「社会主義」が外され構成国としての名前が「マケドニア共和国」となる。さらにはクロアチアやスロベニアが独立に傾いたことでマケドニアでも準備が進められ、1991年9月8日マケドニア大統領キロ・グリゴロフの下、マケドニアは独立を宣言した。マケドニアが国際連合に加盟を果たすと日本は1993年12月に「マケドニア旧ユーゴスラビア共和国」の名称で国家承認し、1994年3月に外交関係を開設した。それ以降は経済の復興やバルカン半島全体の安定のため、日本が継続的に北マケドニアに対して技術協力や経済支援を実施しているなど、友好的な関係を築けている。
日・北マケドニア外交関係樹立20周年にあたる2014年10月、駐日マケドニア旧ユーゴスラビア共和国大使館（現在の駐日北マケドニア共和国大使館）が東京に開設され、同年12月に初代駐日大使が着任した。日本は2017年1月に在マケドニア旧ユーゴスラビア共和国日本国大使館（現在の在北マケドニア共和国日本大使館）をスコピエに開設し、同年5月に初代大使が着任した。

## 外交

### 両国関係
日本は東アジア、北マケドニアはバルカン半島に位置しており相当に距離が離れていることから地理的・文化的な接点は少なかった。しかしユーゴスラビアの崩壊以後、北マケドニアは民主化や市場開放のプロセスを進めて現在では民主主義や資本主義、自由主義、法の支配、人権の尊重といった価値観を概ね共有している友好国である。また2020年には国名変更が後押しとなって北マケドニアはNATOに加盟したが、日本はNATO主導国の一国たるアメリカ合衆国の同盟国かつNATOのグローバル・パートナーシップ国であり、直接的な接点は少ないものの安全保障においては近い立場を取る国である。

### 日本要人の北マケドニア訪問
1994年の国交樹立後は総合外交政策局の局長であった柳井俊二を団長に外務省官僚や専門家で構成されていた旧ユーゴスラビア調査チームが北マケドニアへと派遣され、これが最初期の要人往来であった。
その後、1999年4月には第1次改造小渕内閣で外務大臣を務めた高村正彦が、同年12月には第2次改造小渕内閣で外務大臣を務めた河野洋平が立て続けに北マケドニアを訪問した。これが外務大臣として最初かつ2021年時点で最後の北マケドニア訪問であった。
2004年9月には第2次小泉内閣で外務大臣政務官だった荒井正吾が東欧諸国を歴訪し、ハンガリーやスロベニアと並んで北マケドニアを訪問している。2013年4月には第2次安倍内閣で外務大臣政務官を務めていた城内実がアルバニアやタジキスタンと並んで北マケドニアを訪問し、日本側は北マケドニアが欧州連合やNATOへの加盟を目指す立場であること、北マケドニア側は日本が国連安保理改革を推し進めたい立場であることを相互に支持し、さらには東京に在日北マケドニア大使館を立ち上げる意向が表明された。2014年2月には同じく第2次安倍内閣で外務大臣政務官を務めた牧野京夫がブルガリア、アルバニアと並び北マケドニアを訪問。この年は二国間外交関係樹立20周年であったことから北マケドニア首相であったニコラ・グルエフスキとの会談も実施され、さらなる両国関係強化を目指した書簡が交換された。
副大臣級の訪問としては、2017年9月に第4次安倍内閣で外務副大臣を務めた中根一幸が、在北マケドニア日本国大使館(当時は在マケドニア旧ユーゴスラビア共和国日本国大使館)の開館を契機として北マケドニアを訪れ北マケドニア大統領のジョルゲ・イヴァノフを表敬した。2019年6月には第4次安倍内閣 (第1次改造)で経済産業副大臣であった関芳弘が北マケドニアを訪れ、北マケドニア首相のゾラン・ザエフと会談したほか北マケドニア技術産業開発区を視察した。

### 北マケドニア要人の訪日
2003年10月、北マケドニア大統領として初めてボリス・トライコフスキが訪日を実施し、経済協力についてを話し合った。
2011年11月には北マケドニア首相として初めてニコラ・グルエフスキが訪日。当時内閣総理大臣であった野田佳彦との首脳会談が実施され、改めて日本の常任理事国入りに賛意が示されるなどした。また浜田和幸外務大臣政務官が主催する歓迎昼食会も開催するなど、友好国として交流がなされている。
ニコラ・グルエフスキは外交関係樹立20周年を迎える2014年にも訪日を実施。安倍晋三との首脳会談では二国間関係の強化が図られ、また首脳夫人同士の交流も実施された。
そのほか重要な閣僚としては2015年10月に北マケドニア外相のニコラ・ポポスキーが訪日。当時外務大臣であった岸田文雄と外相会談を実施して、改めて日本の常任理事国入りに支持が表明されている。また訪日は伴わないが、2018年には河野太郎がミュンヘン安全保障会議のためにドイツを訪問、その際に同じ目的で訪問していた北マケドニア外相のニコラ・ディミトロフと外相会談を実施した。

## 経済関係
地理的に離れていることや北マケドニアは内陸国であり貿易上不利であること、国交が樹立してからまだ30年弱しか経過していないことなどから二国間貿易はさほど活発ではない。2020年の対日輸出は約17億円、対日輸入は約29億円となっている。対日輸出品は電気機器やたばこ類が多く、対日輸入品は非金属鉱物に関連した製品が多い。
一方で日本は北マケドニアの発展がバルカン半島全体の安定化に必要不可欠との認識のもと1994年の国交樹立以来経済支援や技術協力を実施しており、北マケドニアにとって日本は最大の支援国の一つとされる。1998年から1999年にかけてはコソボ危機が発生し北マケドニアに大量の難民が押し寄せたが、その際には受入国支援として緊急で医療機器などを提供している。
近年の主要な政府開発援助は以下の通りである。
- 「森林火災危機管理能力向上プロジェクト(2011年)」‐技術協力。北マケドニアは国土面積の約38パーセントを森林地帯が占めているが、森林火災が多発しておりその危機管理ができる能力・システム・人材の構築や育成を支援[40]。
- 「持続的な森林管理を通じた、生態系を活用した防災・減災（Eco-DRR）能力向上プロジェクト(2017年)」‐技術協力。北マケドニアは国土面積の約38パーセントを森林地帯が占めており、森林生態系の維持や保全、さらには森林災害の防止や軽減に関する技術の提供[41]。
- 「ズレトヴィッツァ水利用改善事業(2003年、96.89億円)」‐北マケドニア東部は少雨地域で年間降水量が少ないため、生活用水や農業用水の確保に大きな支障を来たしていることから産業が育っていない。そのためズレトヴィッツァ川において多目的ダムの建設・管理を支援した。北マケドニアに対する最大の円借款事業である[42]。
- 「スコピエ市呼吸器関連医療施設医療機材整備計画(2003年、1.06億円)」‐北マケドニアでは未だに薪や木炭にエネルギーを依存しているため大気汚染による気管支炎の罹患率の高さが問題となっている。一方でユーゴスラビア紛争の影響で医療サービスの提供はやや滞っており、そのため北マケドニアの呼吸器疾患分野で中心的役割を果たすスコピエ大学医学部病院付属「肺・アレルギー・クリニックセンター」対し医療機材の整備を支援[43]。
- 「第二次一次医療機材整備計画(2006年、8.1億円)」‐北マケドニアでは医療機器の老朽化が著しく、X線装置、超音波診断装置、血球計数装置、歯科ユニット、救急車などの機材の調達を支援[44]。
- 「国立オペラ・バレエのための楽器・音響・照明機材整備計画(2019年、0.8億円)」‐北マケドニアで最も重要な文化施設である国立オペラ・バレエに対し楽器、音響機材及び照明機材を整備・提供するもので、外交関係樹立25周年や民族融和を意識した支援であった[45]。

また北マケドニアは欧州の中でも賃金が低い地域であるバルカン半島に位置するが、そのバルカン半島の中でも最も賃金水準が低い。そのため人件費が安く抑えられ生産拠点としては魅力的であり、国名変更によってギリシャとの対立が概ね解消されたのを契機に日系企業の進出先として注目されつつある。2019年には日本貿易振興機構が初めてビジネスミッションを派遣した。

## 文化交流

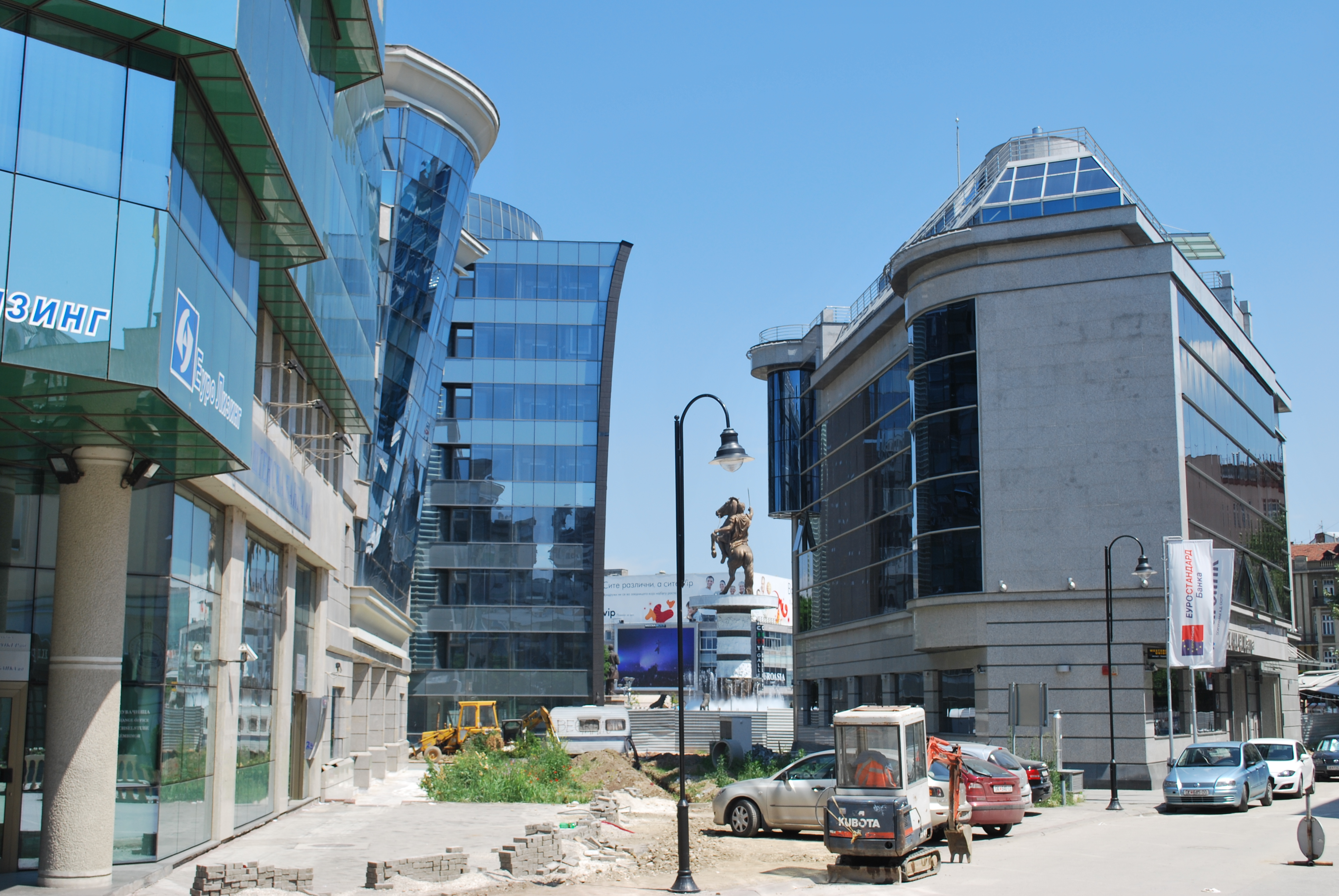
スコピエの中心部。丹下健三の都市計画に沿った開発は現在でも進行中である

もともと文化的に接点が少ない国であったが、独立以前の1990年には将来的な独立および国交樹立を見据えてマケドニア・日本友好協会設立が設立された。国交樹立から2年後の1996年より国費研究留学生の受け入れを開始。以降は文化的、学術的な交流が継続されている。
文化行事として、スコピエにある在北マケドニア日本国大使館が中心となってアニメ・漫画イベント、邦楽コンサート、日本映画祭等を随時開催してきた。両国外交関係樹立25周年にあたる2019年には、日本料理デモンストレーション、能公演・ワークショップ、日本映画祭等様々な文化行事が開催された。
1963年にはマグニチュード6.1、死者1,000人以上、家屋喪失120,000人以上を記録した「スコピエ地震」が発生した。この地震では多くの古い魅力的な新古典主義の建築が失われた。そして国際支援を受けてスコピエ再建が目指されるが、新しい都市計画のマスタープランは日本人建築家である丹下健三によって作成されたものであり、現在でも丹下健三はスコピエ再建に尽力した一人として北マケドニアでも知られている。2020年5月には北マケドニア郵便が丹下健三のスコピエ再建への功績を讃える記念切手を発行した。

## 外交使節

### 駐日北マケドニア大使
- 駐日マケドニア旧ユーゴスラビア共和国大使（2002年～2019年）

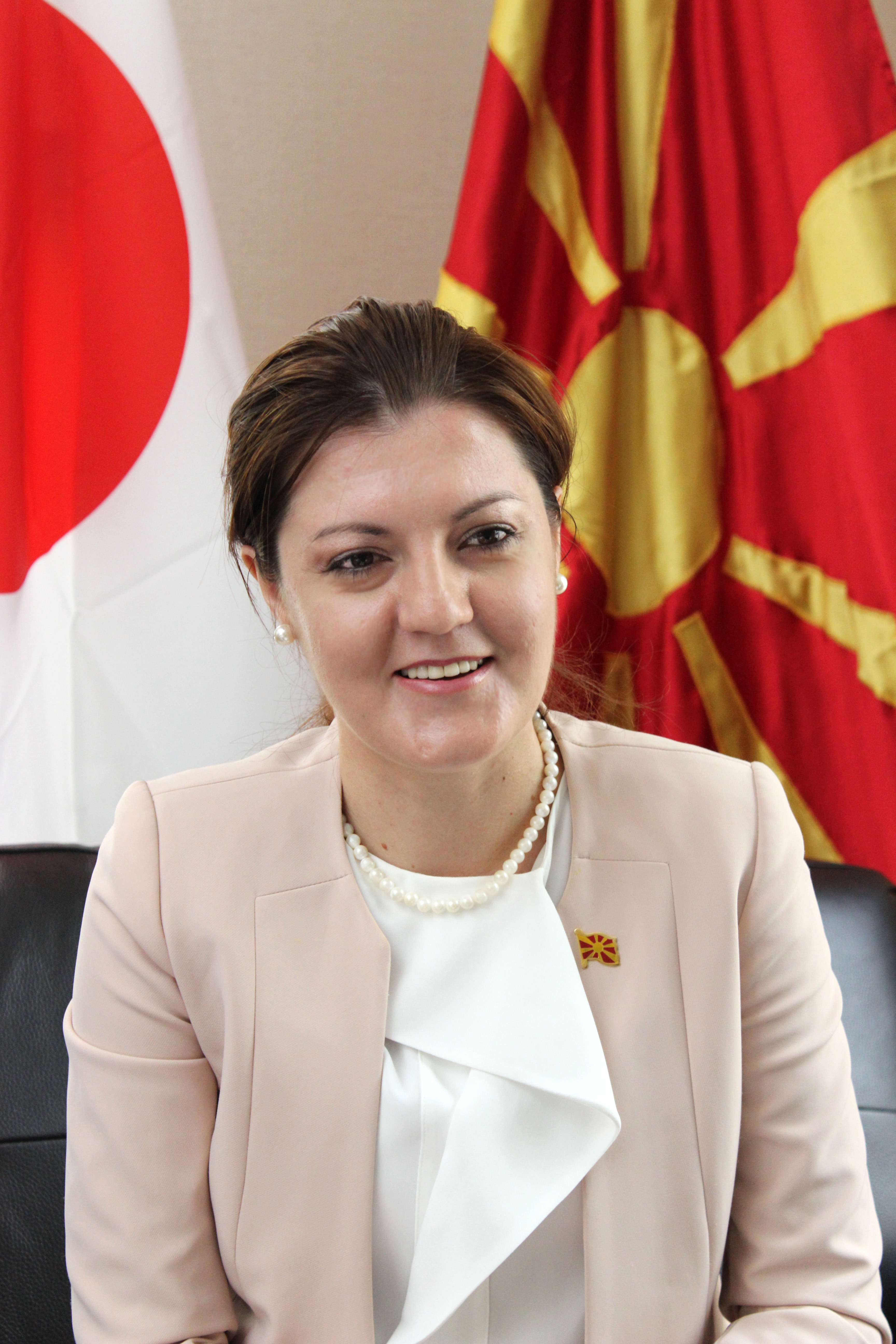
アンドリヤナ・ツヴェトコビッチ大使（2015年）

| 代 | 氏名                               | 在任期間        | 備考                                                         |
| -- | ---------------------------------- | --------------- | ------------------------------------------------------------ |
| 1  | オグネン・マレスキー               | 2002年 - 2004年 | 特命全権大使 信任状捧呈は9月12日 初代、オーストリア常駐      |
|    | (記録なし)                         | 2004年 - 2006年 |                                                              |
|    | ヴキツァ・クルトリツァーポポフスカ | 2006年 - 2008年 | 臨時代理大使 オーストリア常駐                                |
| 2  | ヴェスナ・ボロザン                 | 2008年 - 2011年 | 特命全権大使 信任状捧呈は1月9日 オーストリア常駐             |
| 3  | ギョルギ・フィリポフ               | 2011年 - 2014年 | 特命全権大使 信任状捧呈は5月31日 オーストリア常駐            |
|    | イヴァン・カランフィロフスキー     | 2013年 - 2014年 | 臨時代理大使 オーストリア常駐～東京常駐                      |
| 4  | アンドリヤナ・ツヴェトコビッチ     | 2014年 - 2018年 | 特命全権大使 信任状捧呈は12月5日                             |
|    | アナ・デレバン・ブラジェスカ       | 2018年 - 2019年 | 臨時代理大使 2019年2月19日より北マケドニア共和国臨時代理大使 |

- 駐日北マケドニア大使

| 代 | 氏名                             | 在任期間        | 備考                             |
| -- | -------------------------------- | --------------- | -------------------------------- |
|    | ストイチェ・リストフ             | 2019年          | 臨時代理大使                     |
|    | イヴァン・カランフィロフスキー   | 2019年          | 臨時代理大使                     |
|    | ヤニ・ボゴエフスキ               | 2019年 - 2020年 | 臨時代理大使                     |
|    | クリスティーナ・ストイチェヴスカ | 2020年 - 2021年 | 臨時代理大使                     |
| 5  | ゴラン・ツェコフ                 | 2021年 - 2023年 | 特命全権大使 信任状捧呈は7月15日 |
|    | エフェンディレール・スナイ       | 2023年 - 2024年 | 臨時代理大使                     |
|    | アレクサンダー・ポポフスキ       | 2024年          | 臨時代理大使                     |
|    | ドラガン・ペトコヴスキ           | 2024年 -        | 臨時代理大使                     |

### 駐日北マケドニア大使館
- 住所: 東京都品川区東五反田五丁目16-17
- アクセス: JR山手線五反田駅東口、もしくは都営浅草線A4

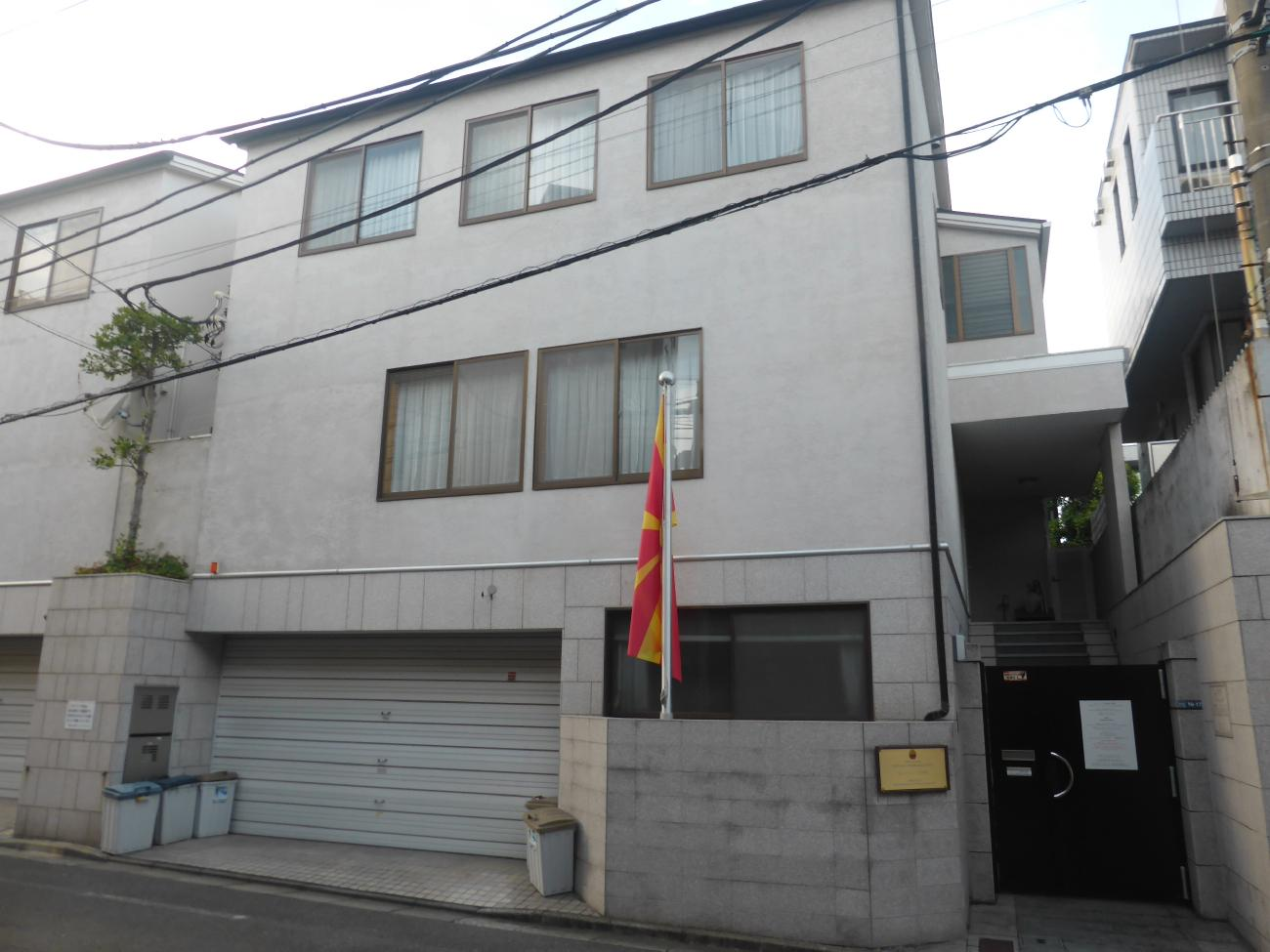
北マケドニア大使館全景
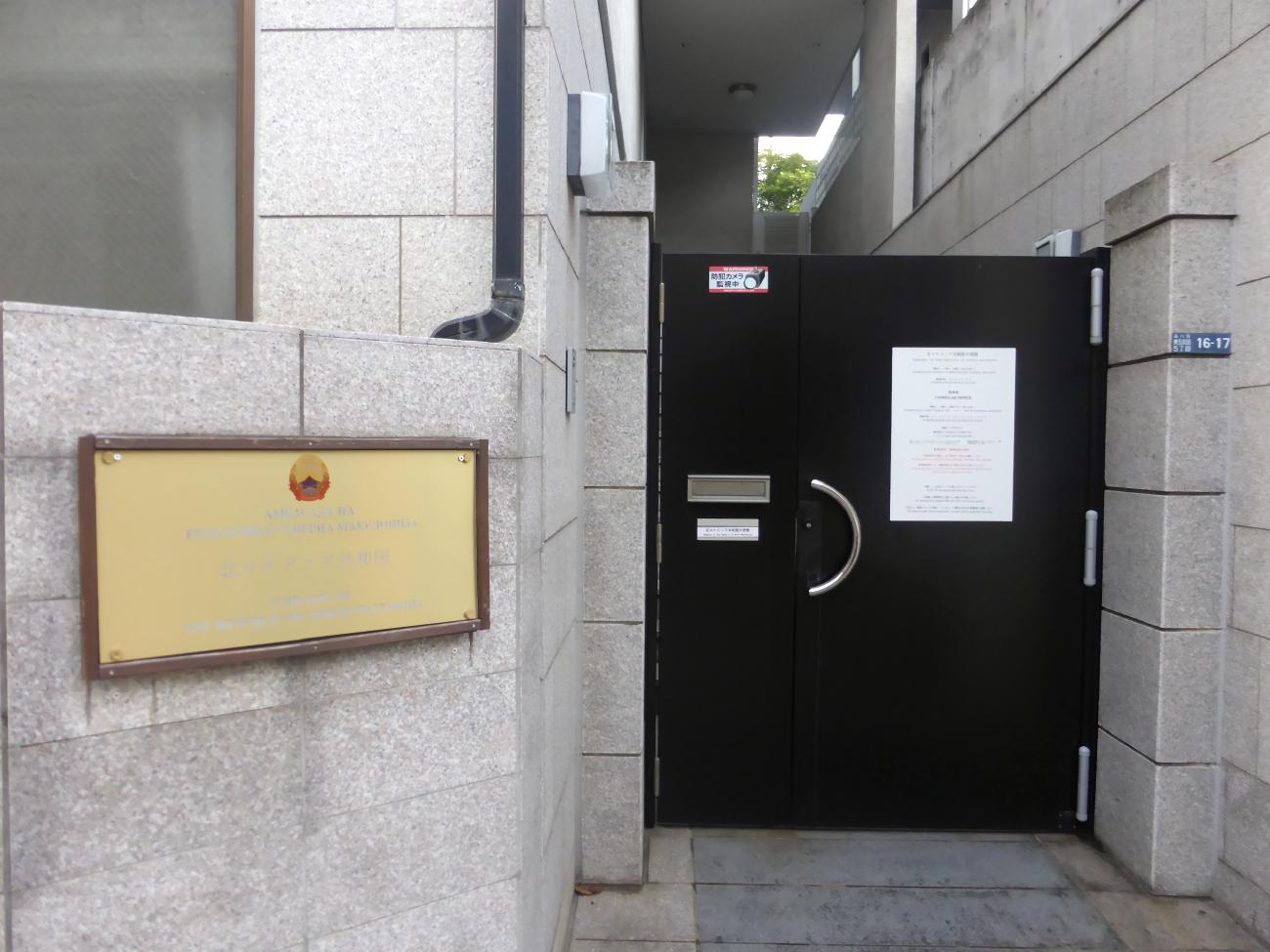
北マケドニア大使館正門
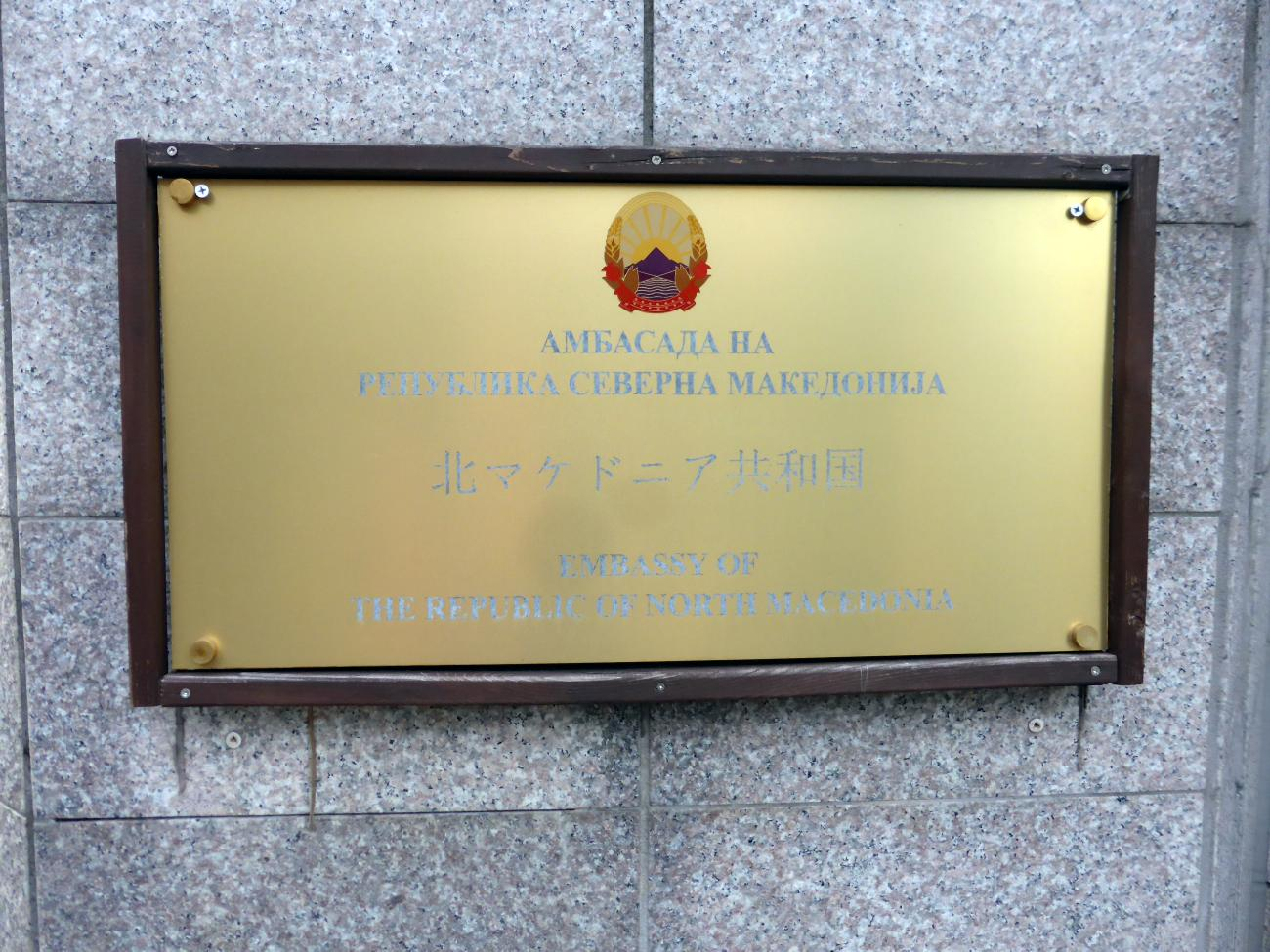
北マケドニア大使館表札